# Drepanosticta elongata
Drepanosticta elongata – gatunek ważki z rodziny Platystictidae. Jest endemitem chińskiej wyspy Hajnan. Opisali go w 2001 roku Keith D.P. Wilson i G.T. Reels w oparciu o okazy samców i samic odłowione w maju 1999 roku na dwóch stanowiskach w południowo-wschodniej części wyspy: Niujialin (miejsce typowe, znane też pod nazwą Shangxi) i Diaoluoshan.